# Rilla di Ingleside
Rilla di Ingleside (Rilla of Ingleside) è un romanzo della scrittrice canadese Lucy Maud Montgomery, pubblicato nel 1921. È l'ultimo libro della saga di Anna dai capelli rossi, anche se verso la fine della sua vita l'autrice aveva completato un altro volume collaterale alla saga (The Blythes are Quoted) che però è stato pubblicato integralmente solo nel 2009.
Il romanzo racconta la storia di Rilla, l'ultima figlia di Anna, durante gli anni della prima guerra mondiale ed è uno dei pochi romanzi canadesi che narrano del periodo della Grande Guerra scritto da un'autrice del periodo.

## Trama
Bertha Marilla (Rilla), ultima dei sei figli di Anna Shirley, è una ragazza di quattordici anni considerata piuttosto frivola e poco dotata rispetto ai fratelli e alle sorelle maggiori. È l'unica, infatti, a non avere grandi interessi o ambizioni al di là del divertimento e dei ragazzi.
Tuttavia l'inizio della prima guerra mondiale stravolgerà completamente la sua vita, insieme a quella della sua famiglia e di tutto il Canada, che avvia il reclutamento di volontari per il fronte per difendere la Gran Bretagna dalla Germania. Tra i primi a partire sarà Jem, il primogenito di Anna e Gilbert, seguito a distanza di tempo anche da Walter e infine da Shirley.
La preoccupazione per la vita dei fratelli e le difficoltà della guerra imporranno alla giovane Rilla di maturare rapidamente, con l'aiuto e l'appoggio dei suoi genitori.

## Edizioni
- Lucy Maud Montgomery, Rilla di Ingleside, traduzione di Ilaria Isaia, e-book, Il Gatto e La Luna, 2014, ISBN 88-96104-75-0.